# Giuseppe Bernardi
Giuseppe Bernardi (Pagnano, 24. ožujka 1694. – Venecija, 22. veljače 1773.), također zvan Torretto, bio je talijanski kipar 18. stoljeća. Radio je i rezbarene dragulje.

## Životopis
Otac mu je bio kipar Sebastiano Bernardi, a majka, Cecilia Torretto, sestra kipara Giuseppea Torretta te je Bernardi u mladosti uzeo nadimak „il Torretto” u njegovu čast.
Radio je na malim i velikim projektima, a dokumenti iz njegove radionice pokazuju da je bio vrlo plodan autor, preuzimajući brojne projekte odjednom. Počevši od 1730-ih, bio je uključen u skulpturni projekt za crkvu Santa Maria della Fava za koji mu je trebalo nekoliko desetljeća za dovršiti. Dobio je narudžbu za klesanje osam mramornih kipova četvorice evanđelista i četvorice zapadnih crkevnih otaca.
Među Bernardijevim učenicima bio je i kipar Antonio Canova. Radionicu mu je naslijedio nećak Giovanni Ferrari.
Pripisuje mu se i više djela u crkvama sv. Mateja te crkvi sv. Eustahija u Dobroti.

## Galerija
- Model Ivana Evanđelista od terakote, 18. stoljeće.
- Katedrala Assunta u Castelfrancu.

### Knjige
- Birmingham Museum of Art. 2010. Birmingham Museum of Art: Guide to the Collection (engleski). GILES. London, UK. ISBN 978-1-904832-77-5. Inačica izvorne stranice arhivirana 10. rujna 2011. Pristupljeno 9. lipnja 2011.

### Članci
- Tomić, Radoslav. 2001. Novi prilozi o mramornoj skulpturi 18. stoljeća. 25: 189–198 journal zahtijeva |journal= (pomoć)